# Rolf Dietrich
Rolf Dietrich (* 6. Juli 1933 in Meißen; † 14. März 2012 in Dresden) war ein deutscher Schauspieler.

## Leben
Rolf Dietrich wurde 1933 in Meißen geboren. Nach dem Schulbesuch lernte er den Beruf eines Maschinenschlossers. Doch schon bald wurde sein schauspielerisches Talent erkannt und er begann mehrere Jahre Schauspiel an der Staatlichen Schauspielschule Berlin, der späteren Hochschule für Schauspielkunst „Ernst Busch“ Berlin zu studieren. Anschließend schlug er eine Theaterlaufbahn ein. Erste Anstellungen erhielt er zunächst am Theater in Stendal, dann in Lutherstadt Eisleben. Am Staatstheater Cottbus spielte er ab 1961 u. a. in Minna von Barnhelm. Im Jahre 1969 wechselte Rolf Dietrich an das Staatsschauspiel Dresden, wo er über 30 Jahre als Schauspieler und zuletzt auch als Vorsitzender des Personalrates wirkte. Er trat dort u. a. in dem Drama Die Büchse der Pandora (ab 1983), in Einzug ins Schloss, in Friedrich Schillers Die Jungfrau von Orleans und Bertolt Brechts Die heilige Johanna der Schlachthöfe auf.
Neben seinen Theaterauftritten nahm er auch kleinere Rollen in Film und Fernsehen der DDR wahr. 1993 war der damals 60-jährige Rolf Dietrich zuletzt in einer Tatort-Folge im Fernsehen zu sehen.

## Filmografie (Auswahl)
- 1972 Der Mann und das Mädchen (TV)
- 1974 Spätsaison
- 1978 Ein Zimmer mit Ausblick (TV-Serie). Folge: Die Reise nach Polen
- 1978 Volpone
- 1981 Die Söldner-Falle
- 1983: Fariaho
- 1986 Jan auf der Zille
- 1987 Sachsens Glanz und Preußens Gloria (TV-Serie). Folge: Gräfin Cosel
- 1988 Alles umsonst
- 1988 Der Staatsanwalt hat das Wort (TV-Serie), Folge: Elektriker Hiller
- 1989 Die gläserne Fackel (TV-Serie).
  - 6. Folge: Die Entscheidung
  - 7. Folge: Zukunftslinien
- 1990 Polizeiruf 110 (TV-Serie). Folge: Zahltag
- 1990 Verbotene Liebe
- 1991 Der Verdacht
- 1992 Das alte Lied ...
- 1993 Tatort (TV-Serie). Folge: Bauernopfer